# Robia LaMorte
Robia Brett LaMorte Scott (New York, 7 luglio 1970) è un'attrice statunitense.
È conosciuta per aver interpretato il ruolo di Jenny Calendar in Buffy l'ammazzavampiri.

## Filmografia

### Cinema
- Le ragazze della Terra sono facili (Earth Girls Are Easy), regia di Julien Temple (1988)
- The Pros & Cons of Breathing, regia di Robert Munic	(1994)
- Fox Hunt, regia di Michael Berns	(1996)
- Spawn, regia di Mark Dippé	(1997)
- Deirdre's Party, regia di Sam Christensen	(1998)
- Chicks, Man, regia di Jeremy Wagener	(1999)
- 12 Stops on the Road to Nowhere, regia di Jay Lowi - cortometraggio (1999)
- Looking for Lois, regia di Chuck Rose - cortometraggio (2000)
- Robot Bastard!, regia di Rob Schrab	(2002)
- Pomegranate, regia di Kraig Kuzirian (2005)
- Unplanned - La storia vera di Abby Johnson (Unplanned), regia di Cary Solomon e Chuck Konzelman (2019)

### Televisione
- Blood Ties - Legami di sangue (Blood Ties), regia di Jim McBride - film TV (1991)[1]
- Beverly Hills 90210 - 2 episodi (1993)
- Lawless - 1 episodio (1997)
- Sentinel (The Sentinel) - 1 episodio (1997)
- Due poliziotti a Palm Beach (Silk Stalkings) - 2 episodi (1995-1998)
- Buffy L'ammazzavampiri (Buffy the Vampire Slayer) - 14 episodi (1997-1998)
- Jarod il camaleonte (The Pretender) - 1 episodio (1999)
- Rescue 77 - 5 episodi (1999)
- Cenerentola a New York (Time of Your Life) - 1 episodio (1999)
- Road to justice - Il giustiziere (18 Wheels of Justice) - 1 episodio (2000)
- CSI: Scena del crimine (CSI: Crime Scene Investigation) - 1 episodio (2001)

### Video musicali
- Gett Off, di Prince (1991)
- Diamonds and Pearls, di Prince (1991)
- Cream, di Prince (1991)
- Strollin', di Prince (1991)
- Gett Off (Houstyle), di Prince (1991)